# Lijst van nummer 1-hits in Zweden in 2016
Deze hits stonden in 2016 op nummer 1 in de Sverigetopplistan Single Top 100, de bekendste hitlijst in Zweden.
| Datum        | Artiest                              | Titel                                            |
| ------------ | ------------------------------------ | ------------------------------------------------ |
| 1 januari    | Alan Walker                          | Faded                                            |
| 8 januari    | Alan Walker                          | Faded                                            |
| 15 januari   | Alan Walker                          | Faded                                            |
| 22 januari   | Alan Walker                          | Faded                                            |
| 29 januari   | Alan Walker                          | Faded                                            |
| 5 februari   | Alan Walker                          | Faded                                            |
| 12 februari  | Zayn                                 | Pillowtalk                                       |
| 19 februari  | Samir & Viktor                       | Bada nakna                                       |
| 26 februari  | Alan Walker                          | Faded                                            |
| 4 maart      | Frans                                | If I Were Sorry                                  |
| 11 maart     | Frans                                | If I Were Sorry                                  |
| 18 maart     | Frans                                | If I Were Sorry                                  |
| 25 maart     | Frans                                | If I Were Sorry                                  |
| 1 april      | Frans                                | If I Were Sorry                                  |
| 8 april      | Sia & Sean Paul                      | Cheap Thrills                                    |
| 15 april     | Sia & Sean Paul                      | Cheap Thrills                                    |
| 22 april     | Sia & Sean Paul                      | Cheap Thrills                                    |
| 29 april     | Drake, Wizkid & Kyla                 | One Dance                                        |
| 6 mei        | Drake, Wizkid & Kyla                 | One Dance                                        |
| 13 mei       | Drake, Wizkid & Kyla                 | One Dance                                        |
| 20 mei       | Justin Timberlake                    | Can't Stop the Feeling!                          |
| 27 mei       | Justin Timberlake                    | Can't Stop the Feeling!                          |
| 3 juni       | Justin Timberlake                    | Can't Stop the Feeling!                          |
| 10 juni      | Justin Timberlake                    | Can't Stop the Feeling!                          |
| 17 juni      | Mike Perry & Shy Martin              | The Ocean                                        |
| 24 juni      | Mike Perry & Shy Martin              | The Ocean                                        |
| 1 juli       | Mike Perry & Shy Martin              | The Ocean                                        |
| 8 juli       | Mike Perry & Shy Martin              | The Ocean                                        |
| 15 juli      | Mike Perry & Shy Martin              | The Ocean                                        |
| 22 juli      | Mike Perry & Shy Martin              | The Ocean                                        |
| 29 juli      | Major Lazer, Justin Bieber & MØ      | Cold Water                                       |
| 5 augustus   | Major Lazer, Justin Bieber & MØ      | Cold Water                                       |
| 12 augustus  | Major Lazer, Justin Bieber & MØ      | Cold Water                                       |
| 19 augustus  | Major Lazer, Justin Bieber & MØ      | Cold Water                                       |
| 26 augustus  | Major Lazer, Justin Bieber & MØ      | Cold Water                                       |
| 2 september  | Major Lazer, Justin Bieber & MØ      | Cold Water                                       |
| 9 september  | Zara Larsson                         | Ain't My Fault                                   |
| 16 september | The Chainsmokers & Halsey            | Closer                                           |
| 23 september | The Chainsmokers & Halsey            | Closer                                           |
| 30 september | The Chainsmokers & Halsey            | Closer                                           |
| 7 oktober    | The Weeknd & Daft Punk               | Starboy                                          |
| 14 oktober   | The Weeknd & Daft Punk               | Starboy                                          |
| 21 oktober   | The Weeknd & Daft Punk               | Starboy                                          |
| 28 oktober   | James Arthur                         | Say You Won't Let Go                             |
| 4 november   | James Arthur                         | Say You Won't Let Go                             |
| 11 november  | James Arthur                         | Say You Won't Let Go                             |
| 18 november  | James Arthur                         | Say You Won't Let Go                             |
| 25 november  | Starley                              | Call on Me (Ryan Riback Remix)                   |
| 2 december   | Starley                              | Call on Me (Ryan Riback Remix)                   |
| 9 december   | Starley                              | Call on Me (Ryan Riback Remix)                   |
| 16 december  | Starley                              | Call on Me (Ryan Riback Remix)                   |
| 23 december  | Clean Bandit, Sean Paul & Anne-Marie | Rockabye                                         |
| 30 december  | Zayn & Taylor Swift                  | I Don't Wanna Live Forever (Fifty Shades Darker) |